# HD 148427
Timir eller HD 148427 är en ensam stjärna belägen i den mellersta delen av stjärnbilden Ormbäraren. Den har en skenbar magnitud av ca 6,89 och   kräver åtminstone en handkikare för att kunna observeras. Baserat på parallaxmätning inom Hipparcosuppdraget av ca 16,9 mas, beräknas den befinna sig på ett avstånd på ca 193 ljusår (ca 59 parsek) från solen. Den rör sig närmare solen med en heliocentrisk radialhastighet på ca -38 km/s.

## Nomenklatur
HD 148427 fick på förslag av Bangladesh, namnen Timir i NameExoWorlds-kampanjen som 2019 anordnades av International Astronomical Union. Timir betyder mörker på språket bengali och hänvisar till att stjärnan är långt borta i rymdens mörker. Samtidigt fick följeslagaren, HD 148427 b, formellt namnet Tondra,  som betyder tupplur på bengali, med hänvisning till den symboliska uppfattningen att planeten sov tills den upptäcktes.

## Egenskaper
HD 148427 är en gul till vit underjättestjärna av spektralklass K0 III/IV. Den har en massa som är ca 1,5 solmassor, en radie som är ca 3,2 solradier och har ca 2,2 gånger solens utstrålning av energi från dess fotosfär vid en effektiv temperatur av ca 5 100 K.

## Planetsystem
År 2009 upptäcktes en exoplanet i omlopp kring HD 148427.
| Planet | Massa          | Halv storaxel (AE) | Siderisk omloppstid (d) | Excentricitet | Inklination | Radie |
| ------ | -------------- | ------------------ | ----------------------- | ------------- | ----------- | ----- |
| b      | ≥0,96 ± 0,1 MJ | 0,93 ± 0,01        | 331,5 ± 3,0             | 0,16 ± 0,08   | -           | -     |